# Mistrzostwa Europy w Piłce Nożnej 2000 (eliminacje)/Grupa 7
W Grupie 7 eliminacji do Euro 2000 o awans walczyło 6 zespołów:
- Rumunia
- Portugalia
- Słowacja
- Węgry
- Azerbejdżan
- Liechtenstein

Zespoły rozegrały mecze w systemie każdy z każdym u siebie i na wyjeździe. Zwycięzca grupy awansował na Euro 2000. Wicemistrz grupy – Portugalia uzyskał bezpośredni awans poprzez ranking drużyn z 2. miejsc

## Tabela
| Lp. | Drużyna       | M  | Mecze | Mecze | Mecze | Bramki | Bramki | Bramki | Pkt |
| Lp. | Drużyna       | M  | W     | R     | P     | +      | −      | +/−    | Pkt |
| --- | ------------- | -- | ----- | ----- | ----- | ------ | ------ | ------ | --- |
| 1.  | Rumunia       | 10 | 7     | 3     | 0     | 25     | 3      | +22    | 24  |
| 2.  | Portugalia    | 10 | 7     | 2     | 1     | 32     | 4      | +28    | 23  |
| 3.  | Słowacja      | 10 | 5     | 2     | 3     | 12     | 9      | +3     | 17  |
| 4.  | Węgry         | 10 | 3     | 3     | 4     | 14     | 10     | +4     | 12  |
| 5.  | Azerbejdżan   | 10 | 1     | 1     | 8     | 6      | 26     | −20    | 4   |
| 6.  | Liechtenstein | 10 | 1     | 1     | 8     | 2      | 39     | −37    | 4   |

|               | Rumunia | Portugalia | Słowacja | Węgry | Azerbejdżan | Liechtenstein |
| ------------- | ------- | ---------- | -------- | ----- | ----------- | ------------- |
| Rumunia       | X       | 1:1        | 0:0      | 2:0   | 4:0         | 7:0           |
| Portugalia    | 0:1     | X          | 1:0      | 3:0   | 7:0         | 8:0           |
| Słowacja      | 1:5     | 0:3        | X        | 0:0   | 3:0         | 2:0           |
| Węgry         | 1:1     | 1:3        | 0:1      | X     | 3:0         | 5:0           |
| Azerbejdżan   | 0:1     | 1:1        | 0:1      | 0:4   | X           | 4:0           |
| Liechtenstein | 0:3     | 0:5        | 0:4      | 0:0   | 2:1         | X             |

## Wyniki
Wszystkie godziny podane na czas środkowoeuropejski
| 2 września 1998 20:15 | Słowacja · Fabuš 17' · Dubovský 26' · Moravčík 37' | 3:0(3:0)Raport | Azerbejdżan | Štadión Lokomotívy v Čermeli, Koszyce Widzów: 3 243 Sędzia: Alan Snoddy |
|                       |                                                    |                |             |                                                                         |

| 2 września 1999 20:00 | Rumunia · Popescu 18' · Munteanu 30' · Ilie 32', 45', 53' · Moldovan 56' · Haas 60' (sam.) | 7:0(4:0)Raport | Liechtenstein | Stadion Ghencea, Bukareszt Widzów: 3 000 Sędzia: Salem Prolić |
|                       |                                                                                            |                |               |                                                               |

| 6 września 1998 20:30 | Węgry · Horváth 32' | 1:3(1:0)Raport | Portugalia · 56', 76' Sá Pinto · 84' Rui Costa | Stadion im. Ferenca Puskása, Budapeszt Widzów: 50 000 Sędzia: Urs Meier |
|                       |                     |                |                                                |                                                                         |

| 10 października 1998 14:00 | Azerbejdżan | 0:4(0:0)Raport | Węgry · 58' Dárdai · 84' Illés · 88', 90' Fehér | Stadion Republikański im. Tofiqa Bəhramova, Baku Widzów: 7 500 Sędzia: Stéphane Bré |
|                            |             |                |                                                 |                                                                                     |

| 10 października 1998 16:30 | Liechtenstein | 0:4(0:3)Raport | Słowacja · 3' Sovič · 13' Dubovský · 36', 61' Tomaschek | Rheinpark Stadion, Vaduz Widzów: 1 840 Sędzia: Vladimir Antonov |
|                            |               |                |                                                         |                                                                 |

| 10 października 1998 22:00 | Portugalia | 0:1(0:0)Raport | Rumunia · 90' Munteanu | Estádio das Antas, Porto Widzów: 50 000 Sędzia: Hellmut Krug |
|                            |            |                |                        |                                                              |

| 14 października 1998 20:00 | Liechtenstein · Frick 47' · Telser 49' | 2:1(0:0)Raport | Azerbejdżan · 59' Qurbanov | Rheinpark Stadion, Vaduz Widzów: 1 450 Sędzia: Herbert Barr |
|                            |                                        |                |                            |                                                             |

| 14 października 1998 20:15 | Węgry · Hrutka 82' | 1:1(0:0)Raport | Rumunia · 50' Moldovan | Stadion im. Ferenca Puskása, Budapeszt Widzów: 30 000 Sędzia: Kim Milton Nielsen |
|                            |                    |                |                        |                                                                                  |

| 14 października 1998 20:30 | Słowacja | 0:3(0:2)Raport | Portugalia · 17', 30' Pinto · 70' Xavier | Tehelné pole, Bratysława Widzów: 22 095 Sędzia: Oğuz Sarvan |
|                            |          |                |                                          |                                                             |

| 26 marca 1999 21:00 | Portugalia · Sá Pinto 27' · Pinto 36', 77' · Madeira 69' · Conceição 76' · Pauleta 83', 84' | 7:0(2:0)Raport | Azerbejdżan | Estádio D. Afonso Henriques, Guimarães Widzów: 14 650 Sędzia: Jacek Granat |
|                     |                                                                                             |                |             |                                                                            |

| 27 marca 1999 19:30 | Rumunia | 0:0(0:0)Raport | Słowacja | Arena Națională, Bukareszt Widzów: 15 000 Sędzia: Graham Barber |
|                     |         |                |          |                                                                 |

| 27 marca 1999 19:30 | Węgry · J. Sebők 17' · V. Sebők 33', 42', 86' (k.) · Illés 75' | 5:0(3:0)Raport | Liechtenstein | Stadion im. Flóriána Alberta, Budapeszt Widzów: 9 534 Sędzia: Kostas Kapitanis |
|                     |                                                                |                |               |                                                                                |

| 31 marca 1999 17:00 | Azerbejdżan | 0:1(0:0)Raport | Rumunia · 49' Petre | Stadion Republikański im. Tofiqa Bəhramova, Baku Widzów: 10 000 Sędzia: Roelof Luinge |
|                     |             |                |                     |                                                                                       |

| 31 marca 1999 18:00 | Słowacja | 0:0(0:0)Raport | Węgry | Tehelné pole, Bratysława Widzów: 19 452 Sędzia: Claude Colombo |
|                     |          |                |       |                                                                |

| 31 marca 1999 20:30 | Liechtenstein | 0:5(0:1)Raport | Portugalia · 16', 79' Rui Costa · 49' Figo · 54', 60' Madeira | Rheinpark Stadion, Vaduz Widzów: 3 548 Sędzia: Gylfi Þór Orrason |
|                     |               |                |                                                               |                                                                  |

| 5 czerwca 1999 15:00 | Azerbejdżan · Qurbanov 16' · Lıçkin 42' · Tağızadə 60' · İsayev 73' | 4:0(2:0)Raport | Liechtenstein | Stadion Republikański im. Tofiqa Bəhramova, Baku Widzów: 8 500 Sędzia: Knud Stadsgaard |
|                      |                                                                     |                |               |                                                                                        |

| 5 czerwca 1999 20:00 | Rumunia · Ilie 2' · Munteanu 14' | 2:0(2:0)Raport | Węgry | Stadion Ghencea, Bukareszt Widzów: 23 000 Sędzia: Rune Pedersen |
|                      |                                  |                |       |                                                                 |

| 5 czerwca 1999 22:00 | Portugalia · Capucho 64' | 1:0(0:0)Raport | Słowacja | Estádio José Alvalade, Lizbona Widzów: 20 300 Sędzia: Claus Bo Larsen |
|                      |                          |                |          |                                                                       |

| 9 czerwca 1999 19:00 | Rumunia · Ganea 36' · Munteanu 44' · Vlădoiu 48' · Roșu 90' | 4:0(2:0)Raport | Azerbejdżan | Stadion Ghencea, Bukareszt Widzów: 5 200 Sędzia: Željko Sirić |
|                      |                                                             |                |             |                                                               |

| 9 czerwca 1999 20:15 | Węgry | 0:1(0:0)Raport | Słowacja · 52' Fabuš | ETO Park, Győr Widzów: 18 300 Sędzia: Manuel Díaz Vega |
|                      |       |                |                      |                                                        |

| 9 czerwca 1999 22:00 | Portugalia · Sá Pinto 29', 45', 52' · Pinto 40', 59', 67' · Rui Costa 80', 90' (k.) | 8:0(3:0)Raport | Liechtenstein | Estádio Cidade de Coimbra, Coimbra Widzów: 14 020 Sędzia: Dietmar Drabek |
|                      |                                                                                     |                |               |                                                                          |

| 4 września 1999 14:30 | Azerbejdżan · Tağızadə 51' | 1:1(0:0)Raport | Portugalia · 90' Luís Figo | Stadion Republikański im. Tofiqa Bəhramova, Baku Widzów: 8 000 Sędzia: Dermot Gallagher |
|                       |                            |                |                            |                                                                                         |

| 4 września 1999 20:15 | Liechtenstein | 0:0(0:0)Raport | Węgry | Rheinpark Stadion, Vaduz Widzów: 1 650 Sędzia: Sten Kaldma |
|                       |               |                |       |                                                            |

| 4 września 1999 20:15 | Słowacja · Labant 22' (k.) | 1:5(1:2)Raport | Rumunia · 6' Ilie · 30' Hagi · 66' Ciobotariu · 88', 90' Moldovan | Tehelné pole, Bratysława Widzów: 8 143 Sędzia: Graziano Cesari |
|                       |                            |                |                                                                   |                                                                |

| 8 września 1999 16:00 | Słowacja · Németh 4' · Karhan 55' | 2:0(1:0)Raport | Liechtenstein | Mestský štadión, Dubnica nad Váhom Widzów: 3 052 Sędzia: Andreas Jorgu |
|                       |                                   |                |               |                                                                        |

| 8 września 1999 20:00 | Rumunia · Hagi 38' | 1:1(1:1)Raport | Portugalia · 45' Figo | Stadion Ghencea, Bukareszt Widzów: 24 000 Sędzia: Hartmut Strampe |
|                       |                    |                |                       |                                                                   |

| 8 września 1999 20:15 | Węgry · V. Sebők 28' · Egressy 51' · Sowumni 55' | 3:0(1:0)Raport | Azerbejdżan | Stadion im. Flóriána Alberta, Budapeszt Widzów: 2 910 Sędzia: Saszo Lazarewski |
|                       |                                                  |                |             |                                                                                |

| 9 października 1999 15:00 | Azerbejdżan | 0:1(0:0)Raport | Słowacja · 70' Labant | Stadion Republikański im. Tofiqa Bəhramova, Baku Widzów: 6 000 Sędzia: Kyros Wasaras |
|                           |             |                |                       |                                                                                      |

| 9 października 1999 19:30 | Portugalia · Rui Costa 13' · Pinto 16' · Xavier 58' | 3:0(2:0)Raport | Węgry | Estádio da Luz, Lizbona Widzów: 60 000 Sędzia: Kim Milton Nielsen |
|                           |                                                     |                |       |                                                                   |

| 9 października 1999 19:30 | Liechtenstein | 0:3(0:1)Raport | Rumunia · 26' Roșu · 65', 73' Ganea | Rheinpark Stadion, Vaduz Widzów: 2 200 Sędzia: Andriej Butienko |
|                           |               |                |                                     |                                                                 |